# Losový
Losový je přírodní rezervace ve správním území obce Huslenky v okrese Vsetín ve Zlínském kraji. Nachází se ve Vsetínských vrších. Předmětem ochrany je regionálně významný komplex nelesních lučních a pastevních teplomilných společenstev s výskytem ohrožených druhů rostlin (zejména vstavačovitých) a živočichů (zejména teplomilných bezobratlých).

## Historie
Území přírodní rezervace představuje výjimečně zachovalý příklad valašské kulturní krajiny se staletou tradicí extenzivního zemědělství. Díky členitému reliéfu, sesuvům a vodnímu toku Losový vznikla mozaika druhově pestrých luk, pastvin a mezí, která nebyla narušena kolektivizací ani jinými formami intenzifikace. Dochované tradiční hospodaření a roztroušené zemědělské usedlosti přispívají k udržení ekologické a krajinářské hodnoty rezervace.

## Flóra
Flóra rezervace je charakteristická pestrou skladbou lučních a pastvinných stanovišť, s významným zastoupením vstavačovitých rostlin. Mezi nejvýznamnější chráněné a ohrožené druhy patří vstavač osmahlý (Orchis ustulata subsp. aestivalis), vstavač mužský (Orchis mascula), bařička bahenní (Triglochin palustris) a suchopýr úzkolistý (Eriophorum angustifolium). Dále zde roste například jalovec obecný (Juniperus communis) a roztroušeně také třešeň ptačí (Prunus avium) nebo lípa malolistá (Tilia cordata).

## Fauna
Území rezervace hostí bohatou lepidopterofaunu, včetně několika chráněných a regionálně významných druhů. Významný je výskyt modráska černoskvrnného (Maculinea arion), kriticky ohroženého druhu. Vyskytuje se zde také otakárek fenyklový (Papilio machaon), chráněný druh v kategorii ohrožený. Významné jsou i mokřadní druhy jako modrásek bahenní (Maculinea teleius) či perleťovec prostřední (Brenthis ino). Z obratlovců je významný výskyt ťuhýka obecného (Lanius collurio), který zde tvoří stabilní populaci.